# Thelacantha
Thelacantha is een monotypisch geslacht van spinnen uit de  familie van de wielwebspinnen (Araneidae).

## Soort
- Thelacantha brevispina Doleschall, 1857